# Travail du bambou

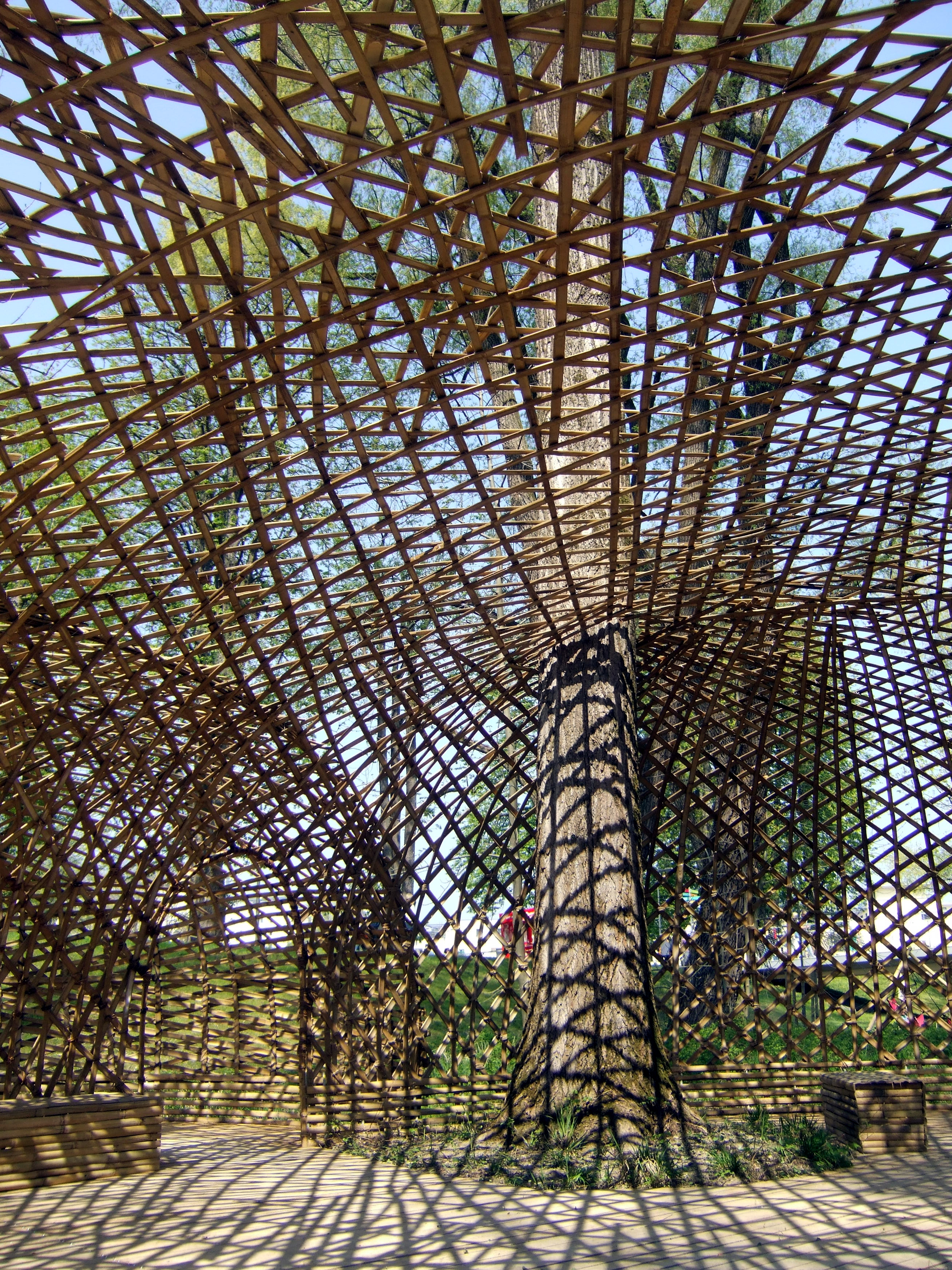
Structure en bambou exposée en 2010 au Landesgartenschau de Rosenheim (Bavière).

Le travail du bambou regroupe des activités de fabrication d'objets en bambou, à l'aide de diverses techniques et dans différents domaines : architecture, charpenterie, ameublement et ébénisterie, sculpture,  assemblages et tissage. Ses racines historiques sont en Asie. Elles  concernent plusieurs cultures et civilisations et remontent à plusieurs millénaires..

## Histoire

Forêt de bambous près de Shizhuo (comté de Chiayi, Taïwan).

Il existe des centaines d'espèces de bambous qui poussent en grandes parties à travers les régions de Asie de l'Est, du Sud et du Sud-Est. Comme le bois, la  pierre, le  sable, l'argile et les matières d'origine animale, le bambou est l'un des premiers matériaux travaillés par les premiers hommes. Le développement de la civilisation est étroitement lié au développement d'un savoir-faire dans l'utilisation de ces matériaux. Tout comme le travail du bois, le travail du bambou a contribué à des activités aussi diverses que la construction, la vannerie, l'écriture, les instruments de musique, le textile, et à de nombreux autres domaines.

### Chine

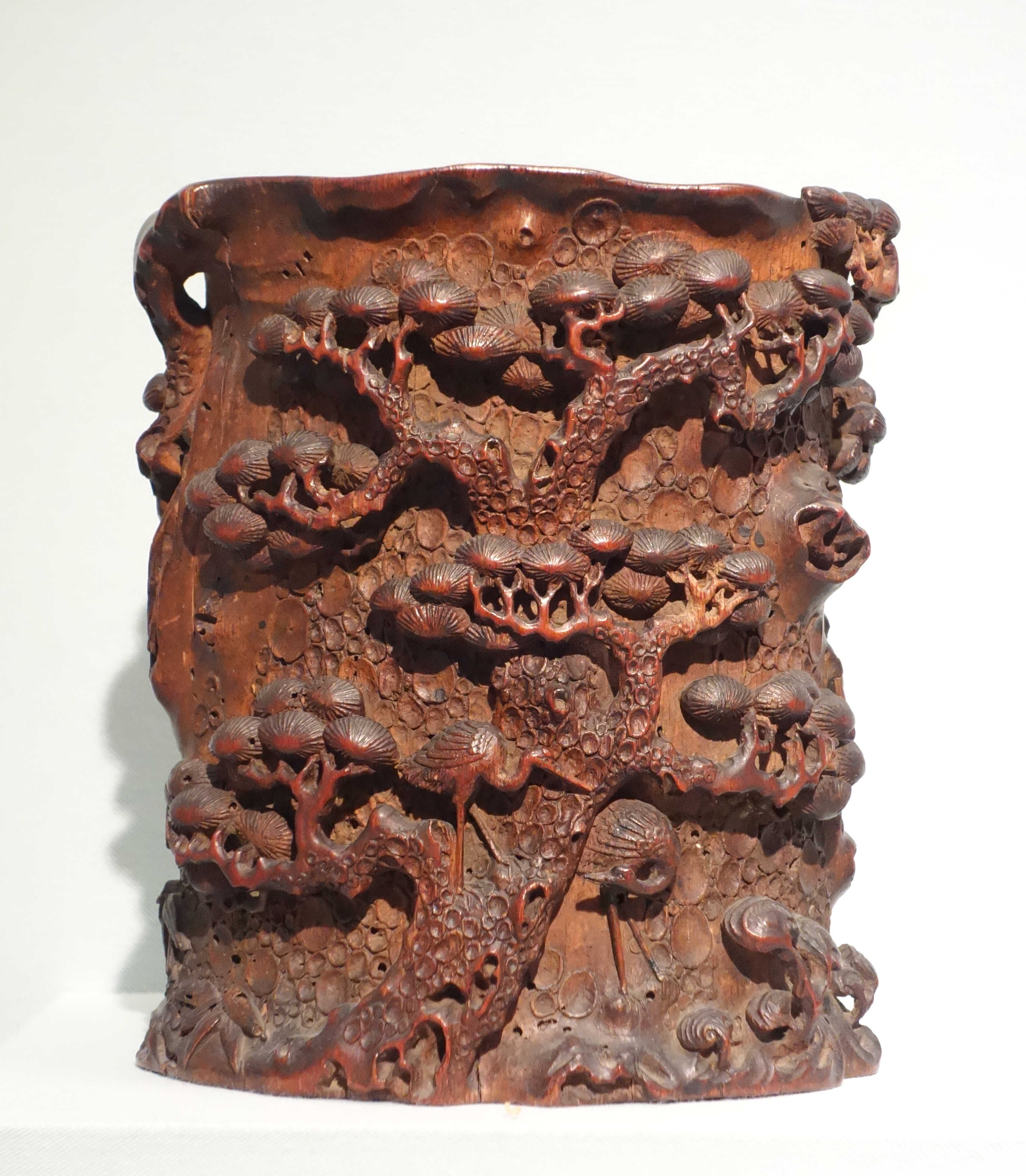
Porte-pinceaux en racine de bambou montrant des motifs de longévité, signé par Yuxuan (dynastie Qing, vers 1600-1644).

La longue vie du bambou en fait un symbole chinois de la droiture. La rareté de sa floraison a conduit à considérer les fleurs comme un signe de famine imminente. Cela peut être dû au fait que les rats se nourrissent de la profusion de fruits qui suivent la floraison, puis se multiplient et détruisent une grande partie de l'approvisionnement alimentaire local. Dans la culture chinoise, le bambou, le  prunier mume  en fleurs, l'orchidée, et le  chrysanthème (souvent connus sous le nom de  méi lán zhú jú  梅兰竹 菊) sont collectivement appelés les « Quatre gentilshommes ». Ces quatre plantes représentent aussi les quatre saisons et, dans l'idéologie confucéenne, quatre aspects du junzi (« noble » ou « gentilhomme »). Le pin (sōng 松), le bambou (zhú 竹) et la fleur de prunier ( méi  梅), sont aussi admirés pour leur persévérance dans des conditions difficiles, et sont connus ensemble sous le nom des « Trois amis de l'hiver » (su 三 友 suìhán sānyǒu) dans la culture chinoise. Le bambou, l'un des « Quatre gentilshommes » (bambou, orchidée, prunier et chrysanthème), joue un rôle si important dans la culture traditionnelle chinoise qu'il est même considéré comme un modèle de comportement du gentilhomme. Comme le bambou a des caractéristiques telles que la droiture, la ténacité et le cœur creux, les gens attribuent à cette plante,bien qu'elle ne soit pas physiquement forte, des qualités d'intégrité, d'élégance et de simplicité,. D'innombrables poèmes, écrits par d'anciens poètes chinois, font l'éloge du bambou. Ils parlent en fait, métaphoriquement, de gens qui ont exhibé ces caractéristiques. Selon les lois, le poète chinois de la dynastie Tang, Bai Juyi (772-846), pensait que pour être un gentilhomme, un homme n'a pas besoin d'être physiquement fort, mais il doit être mentalement fort, droit et persévérant. Tout comme un bambou a le cœur creux, il doit ouvrir son cœur pour accepter toute chose bénéfique et ne jamais faire preuve d'arrogance ou de préjugés.
L'utilisation du bambou en Chine à l'époque néolithique est bien établie, les Chinois figurent parmi les premières civilisations utilisatrices du bambou,.
La culture du bambou et ses applications ont joué un rôle important dans le développement de la civilisation chinoise depuis la Préhistoire jusqu'à notre époque,,.
Depuis la Préhistoire jusqu'à nos jours, le bambou a été largement utilisé, sous une forme ou une autre, dans la civilisation chinoise, affectant tous les aspects de la vie quotidienne. Les poètes chinois ont loué et chanté cette plante et les peintres chinois en ont chéri la beauté et la grâce dans des peintures de diverses dynasties chinoises<.
Des vestiges archéologiques attestant de l'utilisation chinoise du bambou pour les ustensiles culinaires et divers récipients, des paniers tissés et des nattes, remontant à l'ère néolithique ont été exhumés du site archéologique de Qianshanyang (Zhejiang).
Vers 6000 avant J.-C., des motifs en bambou ont été utilisés pour décorer la poterie néolithique de la culture de Yangshao et des paniers en bambou datant de 2000 av. J.-C. ont été découverts, en plus des lamelles de bambou utilisées comme support d'écriture datant de l'époque des Sept Royaumes combattants (475-221 avant J.-C.).
Dans la Chine préhistorique, le bambou a été utilisé à de nombreuses fins, notamment pour fabriquer des radeaux, des éventails, des couteaux de coupe, des pointes de flèches, des ciseaux, des aiguilles, des lames de scie, des ustensiles de cuisine, des poids à métier et des instruments d'écriture,,.
Il existe en Chine environ 300 espèces de bambous, plus que dans tout autre pays, couvrant près de 32 000 km2.
Les Chinois apprécient le bambou car c'est un matériau solide et souple. Les feuilles de bambou sont souvent représentées dans l'art chinois. En outre, le bambou est utilisé pour fabriquer une grande diversité d'articles d'usage quotidien, tels que récipients, baguettes, chapeaux, plateaux, nattes, paniers, parapluies, radeaux, matériaux de construction, clôtures, matériel de forage, armes, médicaments, instruments de musique, canalisations et imperméables,.
De minces bandes de bambou sont tressées ensemble et les tiges, chauffées et courbées, servent à fabriquer des chaises, des lits, des tiroirs, des tables et des paravents,.

## Vietnam
Au Vietnam, le travail du bambou est profondément enraciné dans la culture et les traditions artisanales du pays, bien qu'il ne soit pas encore mentionné dans l'article actuel. Le bambou y est utilisé depuis des siècles pour la construction, la vannerie, les instruments de musique, les objets du quotidien et les pratiques rituelles. Sa flexibilité, sa légèreté et sa durabilité en font un matériau particulièrement adapté au climat tropical du pays.
Dans les zones rurales vietnamiennes, les artisans fabriquent encore aujourd'hui des paniers, nattes, chapeaux coniques (nón lá), meubles, jouets et cages à oiseaux à partir de différentes variétés de bambou comme le bambou "tre" ou "nứa". Certaines techniques traditionnelles comme le tressage ou le fendage manuel des tiges sont transmises de génération en génération.
Le bambou est également utilisé dans l’architecture traditionnelle : les maisons sur pilotis, les structures temporaires de festivités locales ou encore les ponts suspendus artisanaux. Aujourd’hui, des architectes contemporains vietnamiens comme Vo Trong Nghia intègrent le bambou dans leurs projets pour allier modernité et durabilité (Vo Trong Nghia Architects, "Bamboo architecture for sustainable cities", ArchDaily, 2014).
Le village de Phu Vinh, situé dans la province de Hà Tây (aujourd’hui intégré à Hanoï), est un centre reconnu pour la vannerie de bambou. Ce savoir-faire y est documenté depuis le XIXe siècle et attire l’attention des institutions culturelles comme l’UNESCO pour sa préservation (Vietnamnet.vn, 2022).
Enfin, les musées vietnamiens tels que le Musée d’ethnographie du Vietnam (Hanoï) exposent régulièrement des objets et vidéos illustrant le travail traditionnel du bambou, soulignant l’importance de ce matériau dans l’identité culturelle vietnamienne.

### Japon

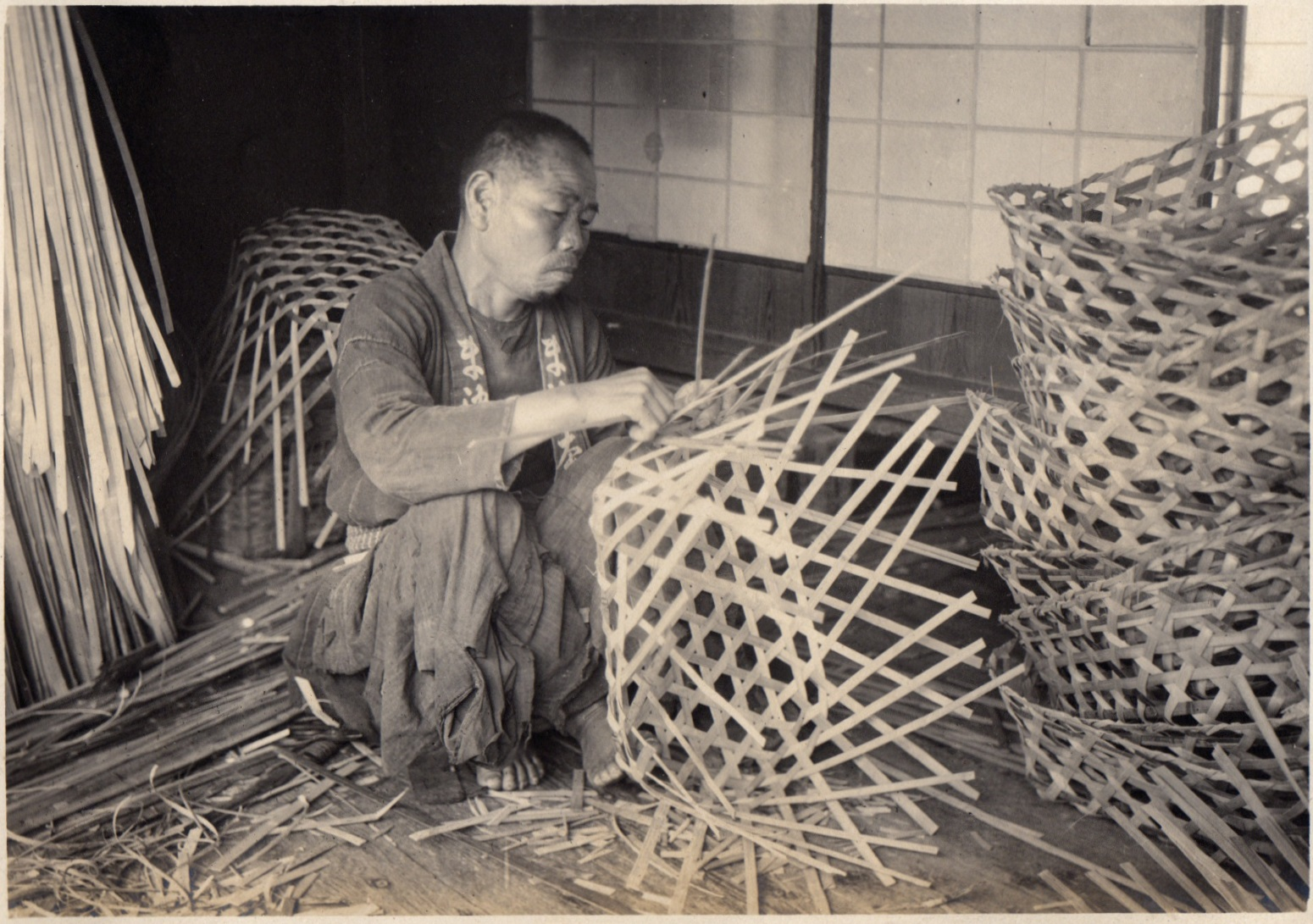
Vannier japonais travaillant en suivant le modèle de treillis ''kagome' (1915).

Plus de six cents espèces de bambous poussent au Japon, y compris  Phyllostachys bambusoides, dont les tiges  peuvent atteindre 15 à 22 m de long pour un diamètre de 10 à 15 cm. Bien qu'appartenant à une sous-famille de graminées, les bambous se caractérisent par leur  chaumes ligneux et par un système souterrain qui peut former des rhizomes traçants, agressifs ou épais, à propagation lente.
Le bambou est un thème commun dans littérature japonaise et un sujet favori des peintres. Avec le pin à feuilles persistantes et le prunier, qui est le premier à fleurir au printemps, le bambou fait partie des traditionnels « Trois Amis de l'hiver ». Les trois sont un symbole de constance, de persévérance et de résilience. Les artistes japonais ont souvent représenté le bambou dans des conditions météorologiques défavorables, telles que la pluie ou la neige, reflétant sa réputation de flexibilité mais aussi de solidité, et son association avec la fermeté et la loyauté.
Le travail du bambou (竹細工, takezaiku) est un art populaire japonais traditionnel incluant une gamme d'arts plastiques et décoratifs, qui a été utilisé tant dans l'architecture traditionnelle que pour la fabrication d'objets utilitaires tels que des éventails, des écopes à thé et des paniers à fleurs. Les objets ont été utilisés au VIIIe siècle dans les rituels bouddhistes. L'un des plus anciens paniers subsistants est abrité dans le Shōsō-in à Nara (région du Kansai).
Le maître de thé du XVIe siècle, Sen no Rikyū (1522-1591), a plaidé pour un style de thé simple et austère (wabi-cha) avec des ustensiles naturels ou apparemment naïfs. Ces ustensiles à thé établissent un art japonais du bambou distinct du style chinois importé .
Des exemples d'ustensiles à thé faits de bambou sont des restes de couvercle (futaoki 蓋 置), des vases à fleurs (take-hanaire 花 入), des récipients à fleurs en vannerie (kago-hanaire) qui sont habituellement utilisés pendant la saison chaude, des tapis de bouilloire (takekamashiki 釜 敷), des tubes en bambou (haifuki 灰 吹), des louches (hishaku 柄 杓), des écopes à thé (chashaku 茶 杓) et des fouets (chasen 茶 筅). Les maîtres de thé ont traditionnellement sculpté leurs propres cuillers, avec un étui de rangement en bambou (tsutsu), leur donnant un nom poétique (mei) qui est souvent inscrit sur l'étui. L'artisanat du bambou, qui a commencé à être reconnu comme un art décoratif traditionnel japonais à la fin du XIXe siècle, a été accepté comme une forme d'art.
En dehors de la sculpture du bambou, un autre domaine important est la  vannerie de bambou.
Les autres utilisations du bambou dans l'architecture peuvent inclure des échafaudages, des fenêtres, des murs, des clôtures et des conduites d'eau telles que les shishi-odoshi. Les objets destinés à capter, transporter et préparer des aliments peuvent inclure des cages, des paniers, des récipients de cuisson, des rouleaux et des baguettes. Les articles d'hygiène personnelle taillés dans du bambou sont les peignes, les  cure-oreilles et les cure-dents. Des objets personnels tels que des chapeaux et des souliers ont été réalisés à partir de minces bandes de bambou, ainsi que des parasols et des éventails. Le bambou a également été travaillé pour en faire des armes telles que le yumi (arc), des flèches et des lances, ou des armes pour les arts martiaux tels que le shinai (utilisé dans la pratique du kendō. Les fibres de bambou peuvent être utilisées pour fabriquer des cordes et même pour en faire des tissus. Toute une gamme d'instruments de musique à vent sont également fabriqués à partir de bambou, comme les hotchiku, kagurabue, komabue, minteki, nōkan, ryūteki, shakuhachi, shinobue et yokobue.

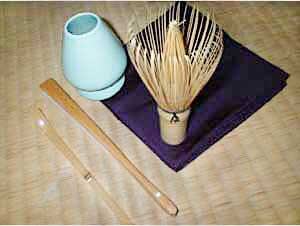
Ustensiles en bambou pour la préparation du thé,  tels que le fouet, l'éventail et l'écope.
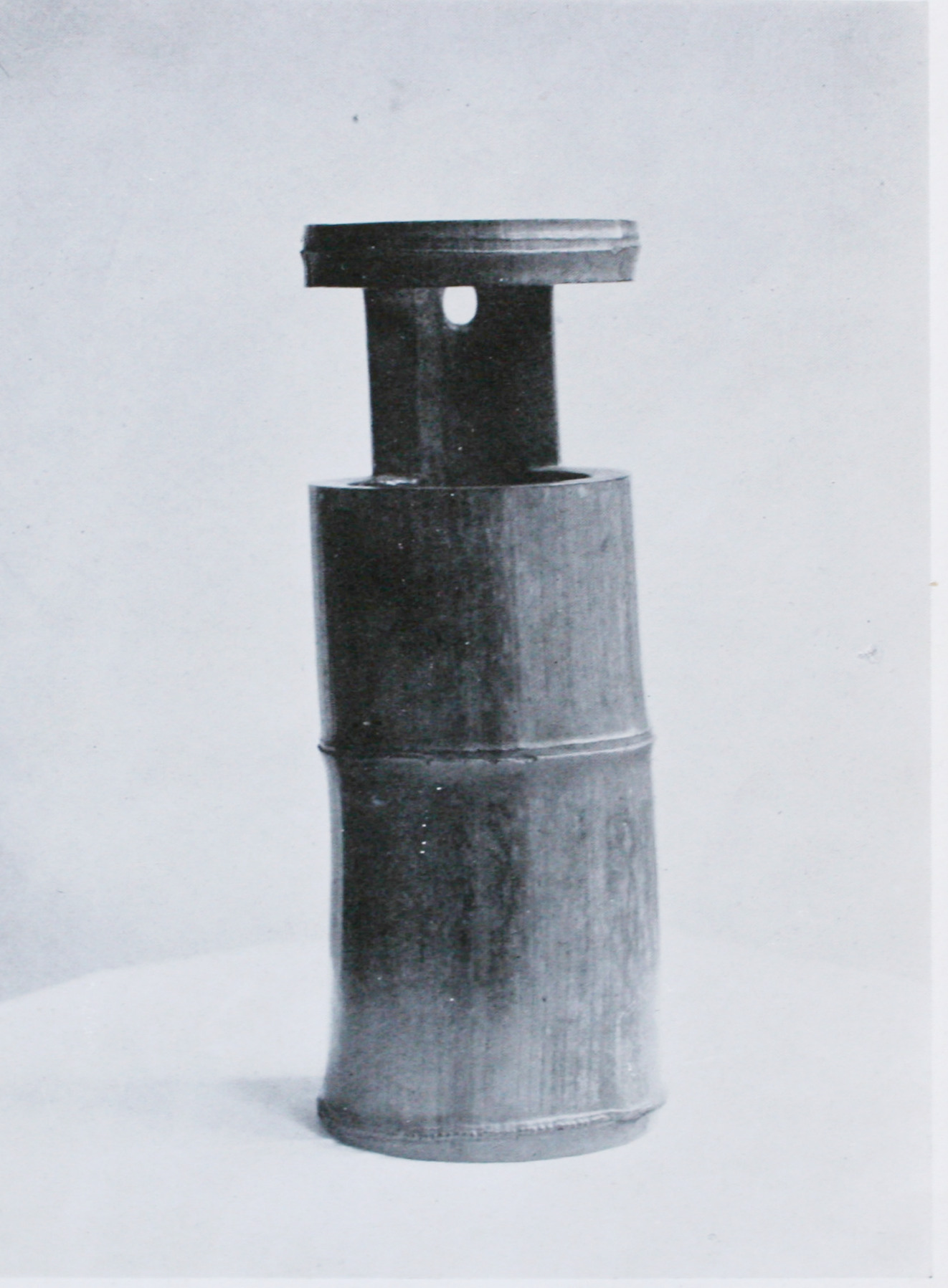
Vase à fleurs Onkyoku, par Sen no Rikyū (XVIe siècle).
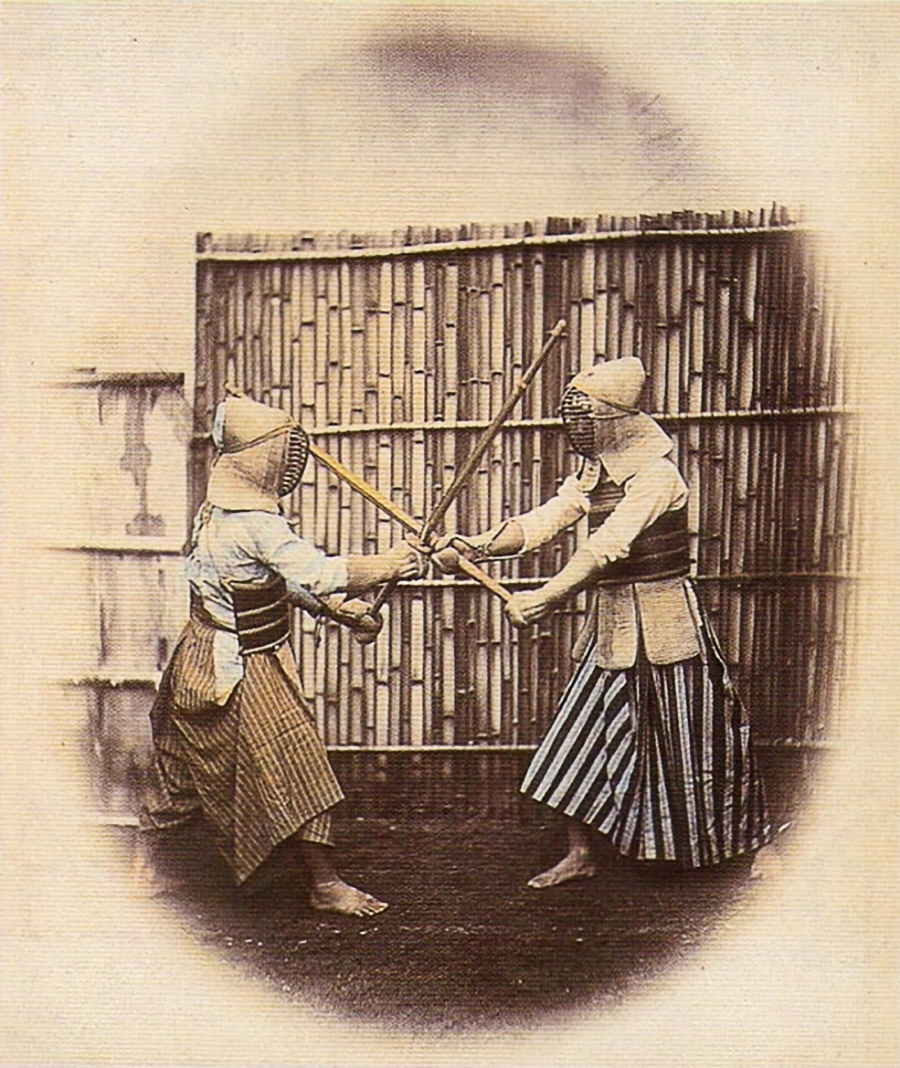
Combat de Kendō à l'aide de shinai (sabre japonais en bambou). En arrière-plan, clôture de bambou.
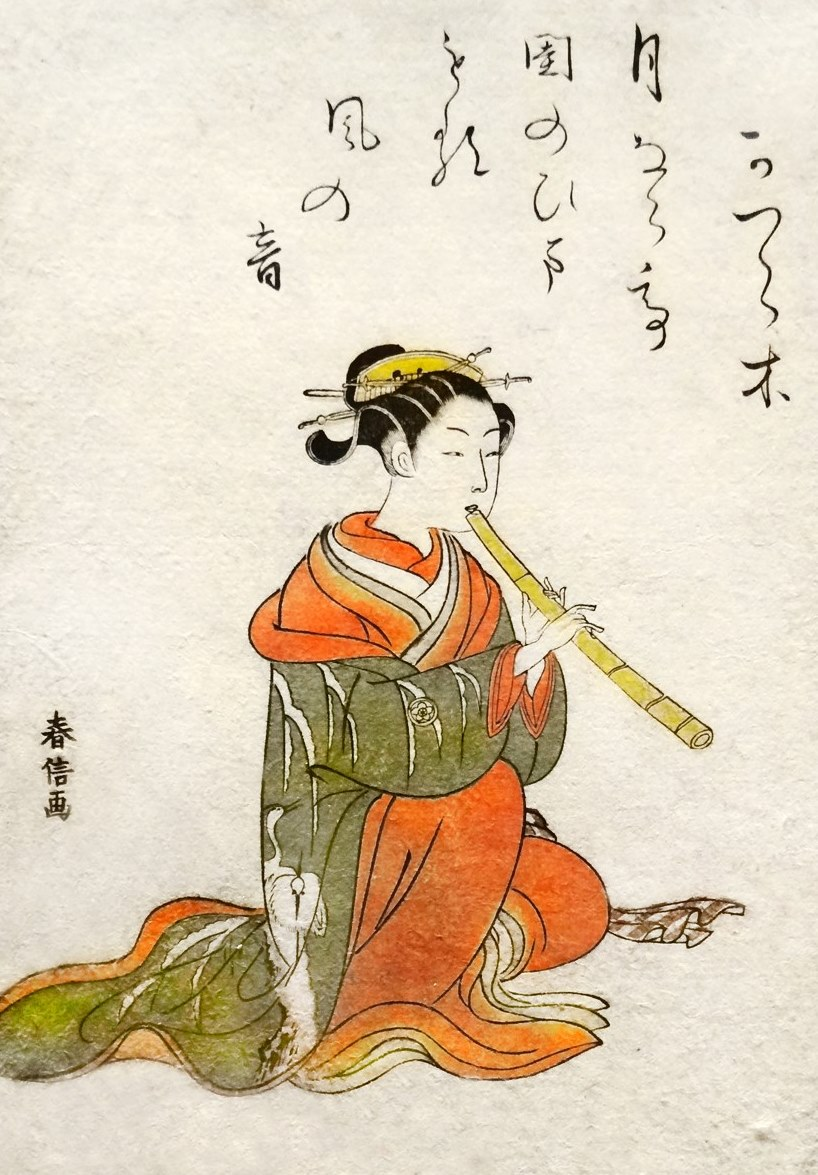
Portrait ukiyo-e par Suzuki Harunobu d'une femme jouant du shakuhachi (flûte chinoise en bambou).
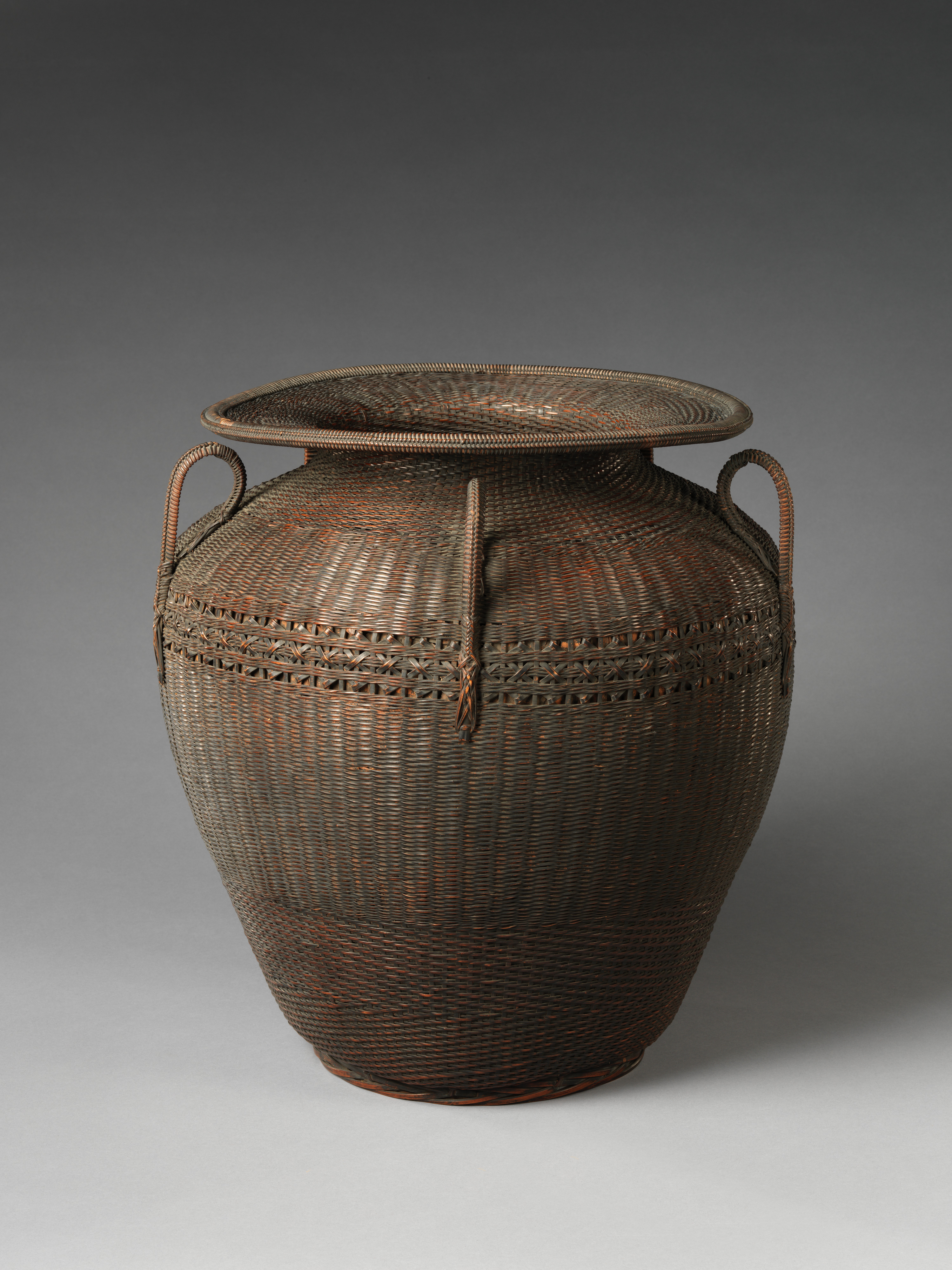
Grand panier à fleurs en bambou madake (Phyllostachys bambusoides), avec des touches de rotin, par Hayakawa Shōkōsai I (seconde moitié du XIXe siècle).